# فشلة بافلاحة (المحفد)

تعديل مصدري - تعديل

فشلة بافلاحة هي إحدى قرى عزلة المحفد بمديرية المحفد التابعة لمحافظة أبين، بلغ تعداد سكانها 329 نسمة حسب تعداد اليمن لعام 2004.